# Campeonato Potiguar 1943
In 1943 werd het 24ste Campeonato Potiguar gespeeld voor voetbalclubs uit de Braziliaanse staat Rio Grande do Norte. De competitie werd gespeeld van 1 mei 1943 tot 9 januari 1944 en georganiseerd door de Federação Norte-rio-grandense de Futebol. Santa Cruz werd de kampioen.

## Eindstand
| Plaats | Club              | Wed. | W | G | V  | Saldo | Ptn. |
| ------ | ----------------- | ---- | - | - | -- | ----- | ---- |
| 1.     | Santa Cruz        | 10   | 7 | 1 | 2  | 32:34 | 15   |
| 2.     | América           | 10   | 7 | 1 | 2  | 27:33 | 13   |
| 3.     | ABC               | 10   | 6 | 0 | 4  | 36:26 | 12   |
| 4.     | Atlético Potiguar | 10   | 4 | 0 | 6  | 46:20 | 8    |
| 5.     | Alecrim           | 10   | 3 | 0 | 7  | 14:35 | 6    |
| 6.     | Baependi          | 10   | 0 | 0 | 10 | 17:30 | 0    |

|  | Kampioen |

## Kampioen
| Campeonato Potiguar de 1943    |
| Rio Grande do Norte            |
| ------------------------------ |
| SANTA CRUZ Kampioen (1° titel) |